# بويرتا دي أرغاندا (محطة مترو أنفاق مدريد)
بويرتا دي أرغاندا (بالإسبانية: Puerta de Arganda)‏ هي محطة مترو أنفاق في مدريد في إسبانيا، تقع على الخط رقم 9.